# Áreas metropolitanas de Venezuela
En la región Centro Norte Costera del país se concentran los mayores conglomerados urbanos como lo son la Gran Caracas, que se ha expandido fuera del valle en el que nació y se extiende hacia sus ciudades dormitorios y/o centros industriales ubicados en (eje urbano Guarenas-Guatire), los Valles del Tuy (Charallave-Ocumare del Tuy-Cúa), los Altos Mirandinos (Los Teques-San Antonio de los Altos-San Diego) y el Litoral Central (La Guaira-Maiquetía-Catia la Mar). Este gran conglomerado de ciudades forma junto con el Distrito Capital un área urbana interdependiente entre sí.
Así mismo, se ubica en esta región en la cuenca del Lago Tacarigua o Lago de Valencia la Ciudad de Valencia que forma un área metropolitana junto con, Guacara, San Joaquín, Diego Ibarra y Carlos Arvelo, que además tiende a formar una Conurbación con su vecina la Ciudad de Maracay, capital de Aragua y su área metropolitana. Otras ciudades importantes ubicadas en el occidente del país son Maracaibo, Barquisimeto, San Cristóbal, Valera y Mérida.
Un área metropolitana, según hace referencia su descripción, es aquella que junto a una ciudad principal, engloba algunas ciudades satélites a su alrededor, o conocidas comúnmente como ciudades dormitorio. A continuación, se detallan 22 áreas metropolitanas que involucran dicha condición en la república, basados en el último censo electoral del CNE para el año 2021.
| Áreas metropolitanas de Venezuela |                         |            | |                                        |        |
| Orden                             | Ciudad                  | Habitantes | Poblaciones anexadas | Entidad federal                        | Imagen |
| 1                                 | Gran Caracas            | 7.826.165  | Distrito Capital, Chacao, Baruta, El Hatillo, Sucre, Guaicaipuro, Los Salias, Carrizal, Independencia, Lander, Paz Castillo, Urdaneta, Cristóbal Rojas, Simón Bolívar, Plaza, Zamora, La Guaira (total) | Distrito Capital · Miranda · La Guaira |        |
| 2                                 | Maracaibo               | 3.943.134  | Maracaibo, San Francisco, Cabimas, Lagunillas, Mara, La Concepción, Altagracia, La Cañada de Urdaneta, Santa Rita, Simón Bolívar                                                                        | Zulia                                  |        |
| 3                                 | Valencia                | 2.281.011  | Valencia, Naguanagua, Los Guayos, San Diego, Tocuyito, Guacara, San Joaquín, Carlos Arvelo | Carabobo                               |        |
| 4                                 | Barquisimeto            | 1.833.196  | Barquisimeto, Cabudare, Duaca, Sarare, Quíbor, Yaritagua | Lara · Yaracuy                         |        |
| 5                                 | Maracay                 | 1.723.236  | Maracay, El Limón, Turmero, Santa Rita, Cagua, Palo Negro, San Mateo, Santa Cruz, Mariara, Zamora, Ocumare de la Costa                                                                                  | Aragua                                 |        |
| 6                                 | Barcelona               | 1.226.440  | Barcelona, Puerto la cruz, Lecheria, Piritu, Puerto Piritu, Guanta | Anzoátegui                             |        |
| 7                                 | Ciudad Guayana          | 1.008.530  | Puerto Ordaz, San Félix | Bolivar                                |        |
| 8                                 | Maturín                 | 753.254    | Maturín, San Vicente, El Corozo, El Furrial, La Pica | Monagas                                |        |
| 9                                 | San Cristóbal           | 767.402    | San Cristóbal, Táriba, Cordero, Capacho, Peribeca, Zorca, San Josecito |                                        |        |
| 10                                | Barinas                 | 641.607    | Barinas, Barinitas, Obispos, Cruz Paredes | Barinas                                |        |
| 11                                | Cumaná                  | 510.952    | Cumaná, San Antonio del Golfo, Marigüitar | Sucre                                  |        |
| 12                                | Mérida                  | 505.780    | Mérida, Santos Marquina, Campo Elías, Lagunillas | Mérida                                 |        |
| 13                                | Acarigua                | 426.848    | Acarigua, Araure, Agua Blanca | Portuguesa                             |        |
| 14                                | Ciudad Bolívar          | 425.176    | Ciudad Bolívar, Soledad | Bolívar Anzoátegui                     |        |
| 15                                | Punto Fijo              | 364.862    | Punto Fijo, Los Taques | Falcón                                 |        |
| 16                                | El Tigre                | 315.115    | El Tigre, San José de Guanipa | Anzoátegui                             |        |
| 17                                | San Fernando de Apure   | 285.365    | San Fernando de Apure, Biruaca | Apure                                  |        |
| 18                                | Porlamar                | 289.904    | Porlamar, Pampatar, El Valle, La Asunción | Nueva Esparta                          |        |
| 19                                | La Victoria             | 284.744    | La Victoria, El Consejo, Las Tejerías | Aragua                                 |        |
| 20                                | Puerto Cabello          | 263.010    | Puerto Cabello, Morón | Carabobo                               |        |
| 21                                | Valera                  | 345.344    | Valera, Motatán,escuque,carvajal | Trujillo                               |        |
| 22                                | Santa Bárbara del Zulia | 155.138    | Santa Bárbara del Zulia, San Carlos del Zulia | Zulia                                  |        |